# Thunder Dope
Thunder Dope é o sexto álbum de estúdio da banda brasileira Matanza. Neste álbum a banda volta para as origens de suas primeiras demos Terror em Dashville (da qual foram regravadas "Goredoom Jamboree" e "Dashville Chainsaw Massacre") e De Volta a Tombstone (na qual "Devil Horse" foi gravada originalmente).

## Faixas
| N.º            | Título                          | Música         | Duração |  |
| 1.             | "Goredoom Jamboree"             |                | 1:38    |  |
| 2.             | "Matanza em Idaho"              |                | 1:40    |  |
| 3.             | "Mulher Diabo"                  |                | 3:44    |  |
| 4.             | "Estrada de Ferro Thunder Dope" |                | 2:27    |  |
| 5.             | "Devil Horse"                   |                | 2:34    |  |
| 6.             | "Dashville Chainsaw Massacre"   |                | 1:52    |  |
| 7.             | "My Old Friend Liver"           |                | 2:00    |  |
| 8.             | "Countrycore Funeral"           |                | 1:18    |  |
| 9.             | "Die Hillbilly"                 |                | 2:33    |  |
| 10.            | "Alabama Death Tenebris"        |                | 1:30    |  |
| 11.            | "Sunday Morning After"          |                | 2:04    |  |
| 12.            | "She's Evil (But She's Mine)"   |                | 1:40    |  |
| 13.            | "Pane nos Quatro Motores"       |                | 1:03    |  |
| Duração total: | Duração total:                  | Duração total: | 26:01   |  |